# 유에역
유에역(일본어: 湯江駅)은 일본 나가사키현 이사하야시에 있는 규슈 여객철도 나가사키 본선의 역이다. 단선 · 섬식의 형태를 합친 복합 구조의 철도 역사이다.

## 타는 곳
| 1 | ■ 나가사키 본선 | (상행)        | 히젠카시마 · 히젠야마구치 · 사가 · 도스 방면 |
| 2 | ■ 나가사키 본선 | (하행)        | 이사하야 · 나가사키 방면                     |
| 3 | ■ 나가사키 본선 | (대피 열차등) | (대피 열차등)                                |

## 이용 현황
| 연도     | 하루 평균 승차 인원 |
| 2000년도 | 331                 |
| 2001년도 | 314                 |
| 2002년도 | 304                 |
| 2003년도 | 296                 |
| 2004년도 | 309                 |
| 2005년도 | 306                 |
| 2006년도 | 288                 |
| -------- | ------------------- |

## 역 주변
- 이사하야 시청 다카키 지소
- 야마토 운송 이사하야유에 센터

## 인접 역
| 규슈 여객철도 ■ 나가사키 본선 | 규슈 여객철도 ■ 나가사키 본선 | 규슈 여객철도 ■ 나가사키 본선 |
| ----------------------------- | ----------------------------- | ----------------------------- |
| 나가사토 도스 방면            | 보통                          | 오에 나가사키 방면            |